# تپه سفید شمس‌آباد
تپه سفید شمس‌آباد مربوط به دوران پیش از تاریخ ایران باستان و دوران است و در شهرستان دامغان، بخش مرکزی، دهستان حومه، روستای شمس‌آباد واقع شده و این اثر در تاریخ ۲۷ اسفند ۱۳۸۷ با شمارهٔ ثبت ۲۶۳۵۵ به‌عنوان یکی از آثار ملی ایران به ثبت رسیده است.